# Великі Зондські острови
Вели́кі Зо́ндські острови́ (індонез. Kepulauan Sunda Besar, сунд. Kapuloan Sunda Gedé) — група островів у складі Малайського архіпелагу. Разом із Малими Зондськими островами утворюють Зондський архіпелаг.

## Географія
До Великих Зондських островів відносяться чотири великих острови — Суматра, Ява, Калімантан і Сулавесі, та низка дрібних, прилеглих до них. На цих островах розташована більша частина Індонезії, північ острова Калімантан відноситься до Малайзії та частково до Брунею, на однойменному острові розташована країна Сінгапур.
Великі Зондські острови є межею між Тихим океаном (точніше одним з його морів, Південнокитайським морем) та Індійським океаном. Загальною площею в 1,5 млн км² та населенням близько 180 млн мешканців Великі Зондські острови є найбільшою острівною групою світу (лише Гренландія за площею трохи їх перевершує).

## Острови

### Суматра
- Суматра
  - Банка

### Калімантан
- Калімантан

### Ява
- Ява

### Сулавесі
- Сулавесі